# 藤原斉信
藤原 斉信（ふじわら の ただのぶ、康保4年〈967年〉 - 長元8年〈1035年〉）は、平安時代中期の公卿・歌人。藤原北家、太政大臣・藤原為光の次男。官位は正二位・大納言。四納言の一人。

## 経歴
円融朝の天元4年（981年）従五位下に叙爵し、花山朝初頭の永観2年（984年）従五位上・侍従に叙任される。
寛和元年（985年）右兵衛佐に任ぜられると、寛和2年（986年）従四位下・左近衛少将、永延3年（989年）右近衛中将、永祚2年（990年）左近衛中将、正暦2年（991年）従四位上と花山朝から一条朝前期にかけて武官を務めながら順調に昇進した。しかし、正暦3年（992年）頭中将・藤原公任が参議に昇進したことから、後任の蔵人頭の選定が行われる。通常ならば従四位上・左近衛中将であった斉信が適任であったところ、正五位下・右中弁の源俊賢が任じられた。この時、斉信も自分こそが蔵人頭になるはずと思っていたが、参内して会った俊賢に対して誰が蔵人頭に補せられたか尋ねたところ、俊賢自らが補せられた旨を聞いて、斉信は赤面して退朝したという。
正暦5年（994年）斉信は蔵人頭（頭中将）となるが、振る舞いが非常に高貴で、随身を召して使う様子はまるで近衛大将のようであったとされる。斉信は蔵人頭としての職掌もあって中関白家出身の中宮・藤原定子のサロンに近しく出入りしていた様子がうかがえる。しかし、長徳元年（995年）4月の関白・藤原道隆の薨去を通じて、中関白家から距離を置いて藤原道長に接近したらしく、長徳2年（996年）に発生した長徳の変により、中関白家の藤原伊周・隆家兄弟が左遷された当日に、斉信は参議に任ぜられ公卿に列している。なお、左近衛中将を引き続き兼帯した。なお、長徳の変のきっかけとなった伊周兄弟の花山法皇襲撃を道長に密告したのは斉信ではないかとする説もある。
参議任官時の年齢は30歳と、兄・誠信の25歳に比べてここまでの昇進は遅れたが、その後は長保元年（999年） 正四位下、長保2年（1000年）従三位と急速に昇進し、参議任官後4年余りで官位面で誠信に肩を並べる。長保3年（1001年）には藤原懐平・菅原輔正・藤原誠信の上位者3名を越えて権中納言に任ぜられた。この昇進に関して、誠信は自分が権中納言への昇任申請をするので、斉信に対して今回は辞退するように念押ししていたが、左大臣・藤原道長から誠信は昇任できそうもないため昇任申請をするように勧められた斉信が結局申請して権中納言に任ぜられ、この経緯を知った誠信が怒りのあまり憤死したとの逸話がある。また、斉信の能力が優れていたために、誠信を越えて昇進したともされる。誠信は藤原伊周に近かったために長徳の変後に道長から疎んじられていたとする推測もある。なお、斉信の権中納言昇進から7日後に誠信が死去しているため、自然死ではないと噂されていたのは事実と見られる。

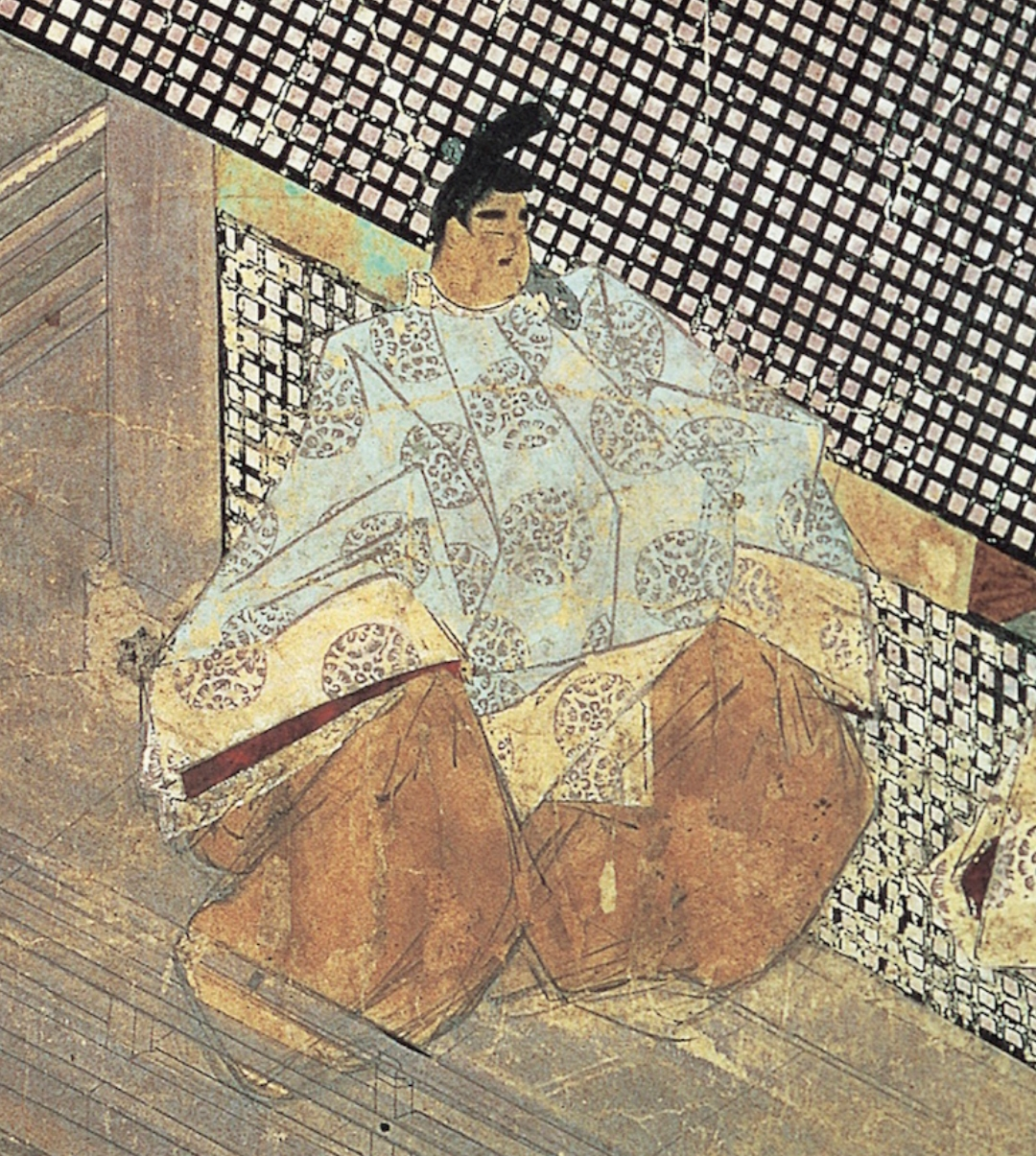
『紫式部日記絵巻』

斉信は藤原道長の腹心の一人として一条天皇の治世を支え、藤原公任・藤原行成・源俊賢と共に一条朝の四納言と称されたが、中でも斉信はいわゆる属文の卿相として、藤原行成と共に公私に亘る詩会に熱心に参加した。同じく漢詩を好んだ藤原道長が開催した詩会の常連で、時には道長らと長時間作詩に没頭するといった道長に対する忠勤ぶりを、藤原実資からは「親昵の卿相」「恪勤の上達部」と痛烈に批判されている。
権中納言昇進後も、中宮（権）大夫として道長の長女の中宮・藤原彰子に仕える一方で、寛弘元年（1004年）従二位、寛弘5年（1008年）正二位と順調に昇進し、寛弘6年（1009年）には権大納言に昇進。藤原公任を越えて、四納言の筆頭格となった。斉信は議政官になってからも中宮大夫（彰子・威子）、春宮大夫（敦成親王）を務めて道長の外戚の地位確立に大きく貢献したことも評価されたと考えられている（公任は皇太后藤原遵子の身内であったために彼女への奉仕が優先された）。
長和2年（1013年）道長の娘で三条天皇の中宮であった藤原妍子の御所として使用されていた東三条殿が焼亡したが、斉信は直ちに郁芳門殿を空けて、妍子の滞在場所とするために提供。道長はこれに非常に感動したことを日記に書きとどめている。
寛仁元年（1017年）道長が左大臣から太政大臣に昇進し、順送り人事で内大臣職が空席となるが、6名の（権）大納言の内で一番若い、道長嫡子の頼通が内大臣に昇進。斉信はここで公卿昇進後初めて他者に官位を超えられる。寛仁4年（1020年）大納言に昇進し、太政官の第4位の席次を占める。治安元年（1021年）5月に左大臣・藤原顕光の死没を受けての人事異動で、大臣の席が2つ空き、太政大臣には右大臣であった藤原公季、左大臣には内大臣であった藤原頼通、右大臣には上席の大納言・藤原実資が任ぜられるが、内大臣には20歳近く若い道長五男の権大納言・藤原教通が任ぜられ、斉信は再び道長の子息に昇進面で後塵を拝した。

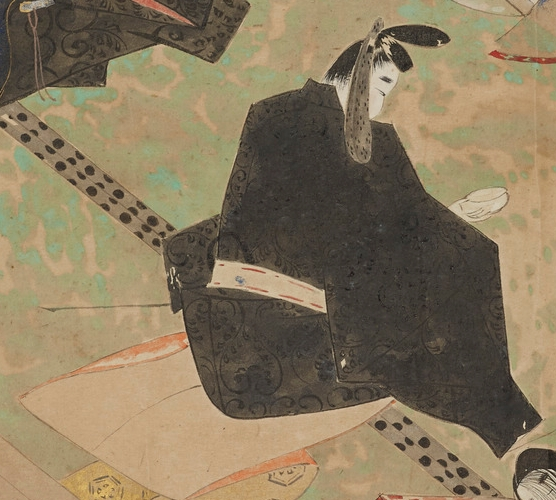
紫式部日記絵巻（模本）

同年10月に斉信は娘を道長六男の藤原長家の室に望む。長家は前年に室（藤原行成の娘）を亡くしたばかりでもあり一旦この話を拒絶するが、道長の仲介もあってまもなく長家は同意し婚儀は行われた。しかし、斉信家での頓死者の発生を隠して婚儀を強引に行ったらしく、直後の豊明節会において大歌所別当を務めるはずであった斉信は参上せず、その後の臨時祭でも長家が祭使を辞任し、舞人を務めた藤原経輔も婚礼の夜に斉信邸を訪問していて觸穢が及ぶ事態となった。このように強引に進めた婚儀であったが、万寿2年（1025年）流行していた赤斑瘡のために、長家室は妊娠7ヶ月で早産して胎児は死亡、母である斉信室は尼となり、斉信は一生涯魚鳥を食さないとの大願をかけたが、間もなく室本人も病死してしまった。娘を亡くした斉信の悲嘆は甚だしく、父・為光が娘の忯子の追善のために建立した法住寺で開催した七十七日法要では、言葉を発することができず、力を落として歩くことすら困難な様子であったという。
万寿元年（1024年）道長は病気療養のために斉信を誘って有馬温泉に旅行している。藤原実資は病人である道長の療養に（一緒に同行した）道長の息子はともかく、年齢も重ね高官となっている斉信がついていく姿勢を批判しているが、娘と長家との婚姻の件も含めて、道長が晩年まで斉信を信頼していた表れとも言える。
治安元年（1021年）以降は唯一の正官の大納言であった斉信は大臣への任官を強く望んでいたらしく、万寿3年（1026年）に藤原公任が出家し、翌4年（1027年）に源俊賢・藤原行成が相次いで没した後も、斉信だけは引き続き官に留まっていた。治安3年（1022年）父・為光がかつて大臣任官を望んで建立した安禅寺で、斉信は息子の永慶に内大臣任官の祈祷をさせているとの噂が出たり、長元2年（1029年）9月には関白・藤原頼通が一時重態に陥るが、斉信が大臣を望んでいたこととの関連が取り沙汰されたという。しかし、同年10月に太政大臣・藤原公季が薨じるが太政大臣の後任は立てられず、その後も高齢の右大臣・藤原実資は90歳近い長寿を保ち、左大臣・藤原頼通、内大臣・藤原教通との3人の大臣体制が長く続いたため、ついに斉信の大臣任官が叶うことはなかった。
長元8年（1035年）3月23日薨去。享年69。最終官位は大納言正二位民部卿兼中宮大夫。病に苦しむことなく没したという。

## 人物
和歌や漢詩を始め、朗詠や管絃にも通じ、当代随一の文化人としての名声も高かった。清少納言との交流でも知られ、『枕草子』の中にもたびたび登場し、その艶やかな振る舞いを描写されている。勅撰歌人として『後拾遺和歌集』（1首）をはじめ勅撰和歌集に計6首が入首している。

## 官歴
『公卿補任』による。
- 天元4年（981年） 正月7日：従五位下（冷泉院御給）。8月28日：東宮昇殿（皇太子・師貞親王）
- 永観2年（984年） 7月26日：禁色。9月23日：侍従。10月10日：従五位上（為光御譲）
- 寛和元年（985年） 6月22日：昇殿。12月24日：右兵衛佐
- 寛和2年（986年） 正月28日：左近衛少将。6月23日：昇殿（践祚）。7月22日：正五位下（恵子女王給）。8月23日：播磨介。11月28日：従四位下（誠信譲）、昇殿。
- 永延元年（987年） 9月4日：右京大夫（致忠不任替）[29]
- 永延3年（989年） 3月4日：右近衛中将
- 永祚2年（990年） 正月29日：美作守。10月10日：左近衛中将[29]
- 正暦2年（991年） 4月26日：従四位上（中将労）
- 正暦5年（994年） 正月13日?：止美作守[29]。8月28日：蔵人頭
- 正暦6年（995年） 正月：兼備中権守。9月28日：兼播磨権守
- 長徳2年（996年） 4月24日：参議、左中将如元（参議中将例）、止右京大夫?[29]
- 長保元年（999年） 正月30日?：止播磨権守[29]。閏3月29日：兼勘解由長官。日付不詳：正四位下
- 長保2年（1000年） 正月24日：兼伊予守。2月25日：兼中宮権大夫（藤原彰子立后）[29]。10月21日：従三位（造宮行事賞）
- 長保3年（1001年） 8月25日：権中納言、中宮権大夫如元。10月3日：兼右衛門督。10月10日：正三位。12月10日：兼検非違使別当
- 長保4年（1002年） 2月30日：兼中宮大夫
- 寛弘元年（1004年） 10月21日：従二位（松尾平野行幸行事賞）
- 寛弘3年（1006年） 6月28日：止検非違使別当
- 寛弘5年（1008年） 10月16日：正二位（行幸中宮御給）
- 寛弘6年（1009年） 3月4日：権大納言、中宮大夫如元
- 寛弘8年（1011年） 6月13日：兼春宮大夫（皇太子・敦成親王）
- 長和5年（1016年） 正月16日：兼按察使。正月29日：停春宮大夫（践祚）
- 寛仁2年（1018年） 10月16日：兼中宮大夫（中宮・藤原威子）
- 寛仁4年（1020年） 11月29日：大納言、中宮大夫如元
- 万寿5年（1028年） 2月19日：兼民部卿
- 長元8年（1035年） 3月23日：薨去（大納言正二位民部卿兼中宮大夫）

## 系譜
『尊卑分脈』による。
- 父：藤原為光
- 母：藤原敦敏の娘
- 妻：不詳
- 生母不詳の子女
  - 男子：永慶
  - 男子：良斉
  - 女子：源頼清室
  - 女子：源宗家室
  - 女子：藤原長家室（?-1025）
  - 女子：源定宗室
- 養子女
  - 養子：藤原公信（977-1026） - 藤原為光の子
  - 養子：藤原経任（1000-1066） - 藤原懐平の子
  - 養子：斉長 - 藤原為任の子

## 関連作品
テレビドラマ
- 『光る君へ』（2024年、NHK大河ドラマ、演：金田哲）